# 平城山駅
平城山駅（ならやまえき）は、奈良県奈良市佐保台一丁目にある、西日本旅客鉄道（JR西日本）関西本線の駅。
「大和路線」の路線愛称設定区間に含まれている。線路名称上では関西本線単独駅であるが、運転系統上は木津駅を起終点とする奈良線の列車も乗り入れている。加えて早朝・深夜に奈良駅まで乗り入れる片町線（学研都市線）の列車も停車する。駅番号は関西本線（大和路線）がJR-Q37、奈良線がJR-D20。

## 歴史
総工費3億円を全額地元が負担して建設された請願駅である。

### 年表
- 1985年（昭和60年）12月1日：国鉄の駅（旅客駅）として、関西本線の木津駅 - 奈良駅間に新設開業[1]。
- 1986年（昭和61年）7月：奈良市が土地区画整理事業に着手[3]。総事業費27億9000万円をかけ、駅の西側13.3haにはバスターミナルや駐車場を備える約4000平方メートルの駅前広場、道路、公園、約1300人分の住宅地などを整備し、合わせて国道24号線から駅前広場を経て、トンネルで佐保山住宅地へ通じる都市計画道路を新設する計画[3]。
- 1987年（昭和62年）4月1日：国鉄分割民営化により、西日本旅客鉄道（JR西日本）の駅となる[4]。
- 1988年（昭和63年）3月13日：路線愛称の制定により、「大和路線」の愛称を使用開始。
- 1998年（平成10年）7月30日：自動改札機を設置し、供用開始[5]。
- 2003年（平成15年）11月1日：ICカード「ICOCA」の利用が可能となる[6]。
- 2016年（平成28年）
  - 7月12日：みどりの窓口の営業終了。
  - 7月13日：みどりの券売機プラスの利用開始。
- 2018年（平成30年）3月17日：駅ナンバリングが導入され、使用を開始。

## 駅構造
ホーム有効長170m（8両編成分）相対式ホーム2面2線を有する地上駅で、橋上駅舎を持つ。分岐器や絶対信号機を持たないため、停留所に分類される。山肌に造られているため、上りと下りでホームの高さが異なっている。
奈良駅が管理し、JR西日本交通サービスが駅業務を受託する業務委託駅である。早朝・夜間時間帯は無人となる。かつてはみどりの窓口の営業が行われていたが2016年7月12日をもって閉鎖され、みどりの券売機プラス（稼働時間7:30～19:30）が設置された。ICカード乗車券「ICOCA」の利用エリアに含まれている。
当駅の駅自動放送は、2009年10月4日の大阪環状・大和路線運行管理システム導入後も、大和路線内では唯一システム対応の放送に更新されず、簡易型放送のままとなっている。大和路線のほかの駅に導入された接近メロディも、当駅のみ導入が見送られた。

### のりば
| のりば | 路線       | 方向 | 行先                   | 備考     |
| ------ | ---------- | ---- | ---------------------- | -------- |
| 1      | 大和路線   | 上り | 木津・加茂・亀山方面   |          |
| 1      | 奈良線     | 上り | 木津・宇治・京都方面   |          |
| 1      | 学研都市線 | 上り | 四条畷・京橋方面       | 早朝のみ |
| 2      | 大和路線   | 下り | 奈良・天王寺・大阪方面 |          |
| 2      | 奈良線     | 下り | 奈良方面               |          |
| 2      | 学研都市線 | 下り | 奈良方面               | 深夜のみ |

- 上表の路線名は旅客案内上の名称（「大和路線」と「学研都市線」は愛称）で表記している。

## 利用状況
2023年（令和5年）度の1日平均乗降人員は2,440人である。
「奈良県統計年鑑」と「統計なら」によると、近年の1日平均乗車人員は以下の通りである。
| 年度               | 1日平均 乗車人員 |
| ------------------ | ---------------- |
| 1997年（平成09年） | 1,187            |
| 1998年（平成10年） | 1,342            |
| 1999年（平成11年） | 1,430            |
| 2000年（平成12年） | 1,446            |
| 2001年（平成13年） | 1,432            |
| 2002年（平成14年） | 1,402            |
| 2003年（平成15年） | 1,411            |
| 2004年（平成16年） | 1,410            |
| 2005年（平成17年） | 1,448            |
| 2006年（平成18年） | 1,496            |
| 2007年（平成19年） | 1,554            |
| 2008年（平成20年） | 1,508            |
| 2009年（平成21年） | 1,416            |
| 2010年（平成22年） | 1,391            |
| 2011年（平成23年） | 1,367            |
| 2012年（平成24年） | 1,387            |
| 2013年（平成25年） | 1,423            |
| 2014年（平成26年） | 1,328            |
| 2015年（平成27年） | 1,338            |
| 2016年（平成28年） | 1,343            |
| 2017年（平成29年） | 1,341            |
| 2018年（平成30年） | 1,304            |
| 2019年（令和元年） | 1,292            |
| 2020年（令和02年） | 1,064            |
| 2021年（令和03年） | 1,064            |
| 2022年（令和04年） | 1,157            |
| 2023年（令和05年） | 1,220            |

## 駅周辺

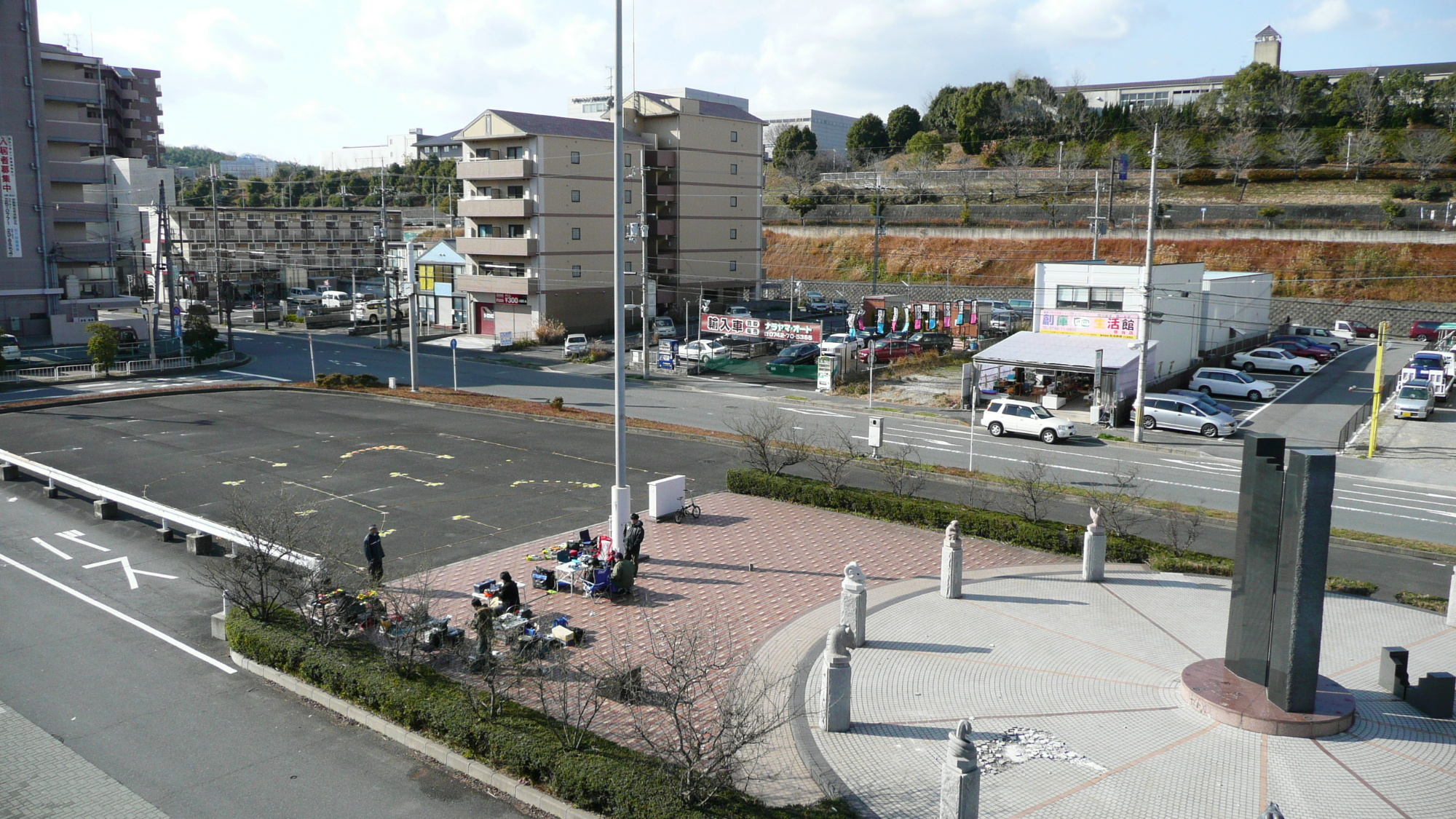
西口広場

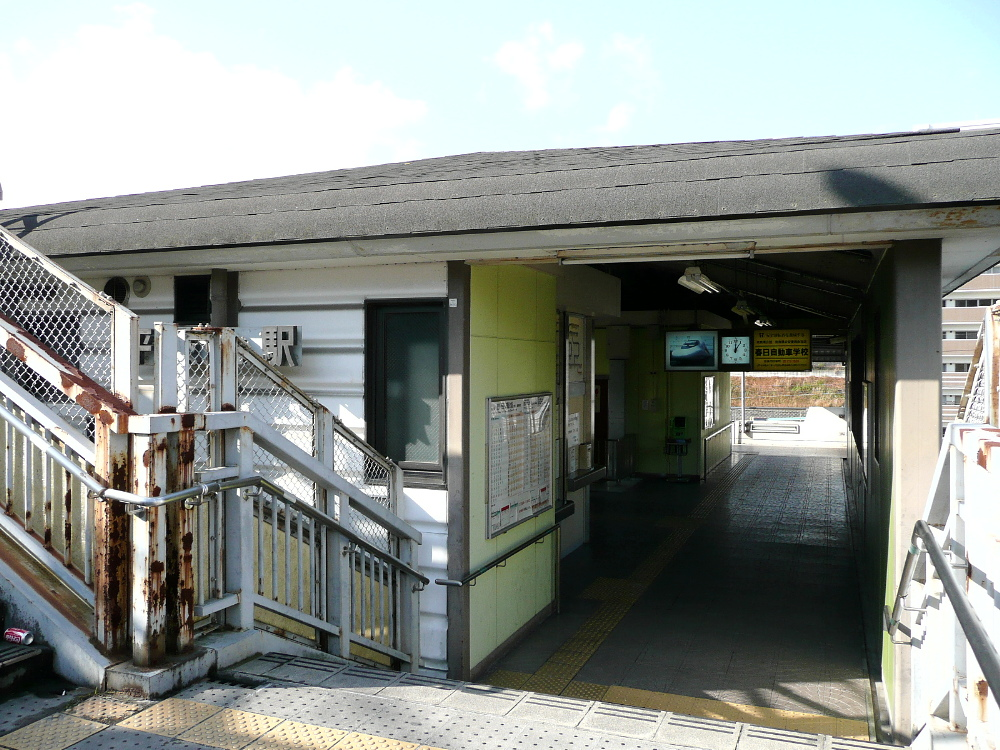
東口

### 概要
平城ニュータウンの東部にあるが、住宅地とを結ぶバスの発着はほとんどなく、開発も進んでいない（※バスの運行に関する情報は後述）。
平城山駅 - 高の原駅間の系統については、かつて朝ラッシュ時3本、夕刻時3本の計6本を運行していたが、一時期は1本（改正毎に時刻が変わる）のみの実質、免許維持路線状態となった。駅前ロータリーには、バス専用駐車場が閉鎖されつつ残っている。しかし、2010年3月19日のダイヤ改正から以前よりこの付近を走行していた高の原駅 - 梅美台五丁目間の系統の梅美台からのバスが朝3本、梅美台へのバスが夕方と夜6本経由するようになった（土日祝日はそれぞれ朝2本、夜4本となっている）。
一方、高の原駅へは入線しないコースとして奈良交通が2005年3月から左京朱雀循環平城山駅行と、青山住宅行を実験運行していたが、2007年3月18日から西日本JRバスと共同で本格運行を開始した。しかし利用低迷が続き、2008年3月と10月のダイヤ改正で大幅に減便され、2009年3月13日をもって廃止となった。
駅周辺は南北に連なる谷のような地形で（両側の佐保山などの総称を「平城山」と呼ぶ。「平城山」は歌にも詠まれたところで、大和の国と山城の国を隔てる低い丘のような地形）JR大和路線と平行し国道24号線が通る。駅から見て東側にある住宅地が「佐保台（奈良市佐保台）」西側にある住宅地が「左京住宅（奈良市左京）」である。左京住宅の東端には、奈良市環境清美公社の清掃工場がある。その北には京奈和自動車道の木津インターチェンジがある。
「左京住宅」を直接つなぐ道路はなく、駅南側を走るならやま大通り（奈良外環状線）と、国道24号線の下をくぐるトンネル、さらに国道24号を歩道橋で渡ることで移動できる。「佐保台住宅」へは、奈良電車区をまたぐ長大な歩道橋とならやま大通り及びトンネルで接続している。ならやま大通りは奈良盆地北部の丘陵地に開発されたニュータウンを東西に走り、西端では生駒市と大阪府四條畷市の境付近で国道168号線（磐船街道）に接続する。ならやま大通りは谷に沿って走るJR大和路線と国道24号線を平城大橋で越えている。

### 周辺施設
- 吹田総合車両所奈良支所（奈良電車区）
- 奈良交通平城営業所
- 奈良市総合福祉センター
- 佐保台小学校
- 左京小学校
- 平城ニュータウン
- 京奈和自動車道 木津インターチェンジ
- 国道24号
- 奈良市清掃工場

## バス路線

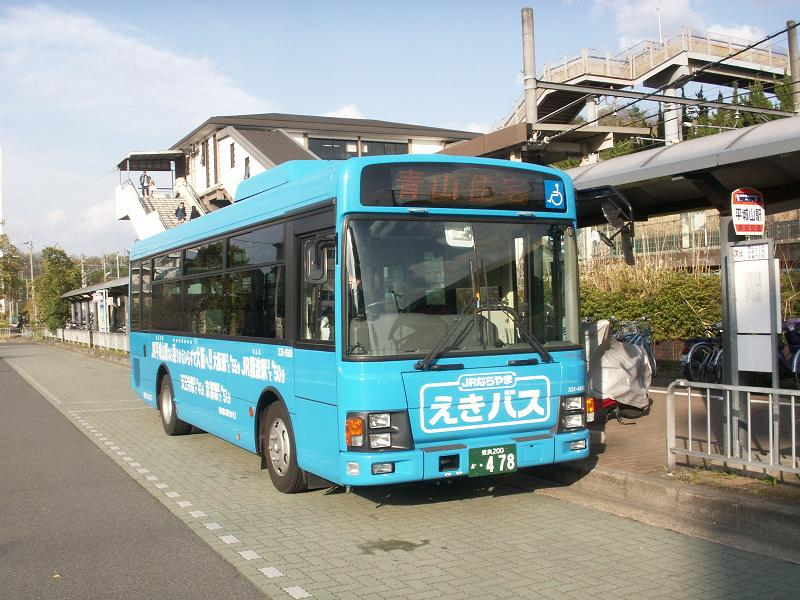
JRならやまえきバス（2007年3月に路線廃止）

駅西口のロータリー内に「平城山駅」停留所、駅東口のロータリー内に「平城山駅東口」停留所があり、奈良交通の路線が発着する。しかし、「平城山駅東口」停留所のバスの運行は朝2本しか設定されていない。
平城山駅
- 30系統
  - 高の原駅 / 梅美台三丁目

平城山駅東口
- 130系統
  - JR奈良駅西口

朝6時台のみ運行。
備考
- 以前は西日本ジェイアールバスが平城山線（愛称は「JRならやまえきバス」）を運行していたが、2007年3月に路線が廃止された。

## 隣の駅
西日本旅客鉄道（JR西日本）
 大和路線（関西本線）（学研都市線直通電車含む） 
■大和路快速・■快速・■区間快速・■普通
木津駅 (JR-Q38） - 平城山駅 (JR-Q37) - 奈良駅 (JR-Q36)
 奈良線（木津駅までは関西本線）
■みやこ路快速・■快速
通過
■区間快速・■普通
木津駅 (JR-D19) - 平城山駅 (JR-D20) - 奈良駅 (JR-D21)
- 当駅と奈良駅の間には佐保信号場がある。